# Yves Azeroual
Yves Azeroual, né le 22 mars 1962 à Paris 20e, est un journaliste et réalisateur de documentaires français.

## Biographie
En 1996, Yves Azéroual est responsable de la communication d'AB SAT,.
En 1999, avant de quitter AB Groupe, il signe pour France 2, avec comme coscénariste Cyril Hanouna, une série intitulée Sur la vie d'ma mère de 13x26 min, saluée par Libération.
Il travaille ensuite pour i>télé, notamment comme rédacteur en chef de la rédaction nationale et est rédacteur en chef de plusieurs émissions de télévision.[réf. souhaitée]

## Réalisateur
En parallèle, il monte sa propre société de productions, YA. Productions. Il écrit et réalise de nouveaux documentaires, dont : 
- En eaux profondes : À bord d’un sous-marin nucléaire d’attaque
- Pierre-Bloch, au nom de tous les hommes, La Chaine Histoire[5]
- 2014 : Une journée au Louvre , TF1
- 2015 : Yitzhak Rabin, le guerrier de la paix[6] (sélection aux festivals du film documentaire de Miami/Australie/Nouvelle-Zélande/Hong Kong).
- 2016 : Présidentielle, une épreuve d'artistes, co-réalisé avec Yves Derai (Diffusé sur Public Sénat/TV5 Monde/Toute l'Histoire )[7]
- 2018 : Les Magnifiques , 52 min, coréalisé avec Mathieu Alterman, Paris Première.Caméra Subjective[8].
- 2019/2020 : Islamo-gauchisme, la trahison du rêve européen[9].
- 2024 : 7 octobre, Israël attaqué par le Hamas. L'histoire d'un massacre[10].

## Publications
- 1990 : Mitterrand, Israël et les Juifs, essai, Robert Laffont (avec Yves Derai)
- 1998 : La blessure est dans la main gauche, essai, Patrick Banon
- 2003 : Le Sage et l’Artiste, avec André Chouraqui et Élie Chouraqui, Grasset
- 2004 : A-t-on le droit de défendre Israël ?, essai, Hachette
- 2008 : Carla et Nicolas. La Véritable Histoire essai, Éditions du Moment, Archipoche, 2009 (avec Valérie Bénaïm) – Projet d’adaptation Endemol
- 2010 : People Politicus, essai, Éditions du Moment
- 2011 : L’Arnaque, le programme enfin décrypté du Front national , essai, Éditions David Reinharc, avec Najwa El Haïté, sélectionné pour le prix du livre politique
- 2012 : L’Anniversaire. Comment la gauche a fait sa fête à Julien Dray essai, Éditions du Moment
- 2014 : Passions d’État essai, Éditions du Moment
- 2020 : Mufti, roman, Le Passeur Éditeur
- 2021 : Faubourg Montmartre, roman, Le Passeur Éditeur[11],[12],[13]